# أودا يوجي
أودا يوجي (باليابانية: 織田 裕二) (بالإنجليزية: Oda Yūji)‏ ، هو ممثل ياباني ومغن. هو من أحد أكثر الممثلين شعبية في اليابان في قائمة تضم 11 فنانًا حسب إحصائية هيئة الإذاعة اليابانية أعدت في عام 2004م.

## نبذة
ظهر أودا عام 1989م في دراما بعنوان Mama Haha Boogie، والتي من خلالها بدأ يحصد الشهرة ممثلاً ثم ومن خلالها أثار الانتباه لصوته الغنائي.
في عام 1991م ظهر في دراما لاقت الكثير من الشهرة بعنوان قصة حب طوكيو في دور بارز، ثم بعدها بدأ بالظهور على شاشات التلفاز وفي الأفلام يلعب دور الشخص العاطفي.
أحد أشهر أدواره تلك التي مثل فيها دور أوشيما المحقق في فيلم ومسلسل Bayside Shakedown.

## روابط خارجية
- أودا يوجي على موقع IMDb (الإنجليزية)
- أودا يوجي على موقع ميوزك برينز (الإنجليزية)
- أودا يوجي على موقع ديسكوغز (الإنجليزية)
- أودا يوجي على موقع قاعدة بيانات الفيلم (الإنجليزية)